# Souastre
Souastre è un comune francese di 358 abitanti situato nel dipartimento del Passo di Calais nella regione dell'Alta Francia. In passato era nota col nome Luigeux, per via del soprannome del Re di Francia Luigi IX.

## Società

### Evoluzione demografica
Abitanti censiti